# Carnaval d'Agadir
Le carnaval d'Agadir est un concours international qui se déroule chaque année depuis 2023 dans la ville d'Agadir au sud du Maroc. Il s'est établi dans la lignée de festivités agricoles plus anciennes appelées Biyelmawn en Tamazight du Maroc  central et qui sont organisées depuis des millénaires dans des villages amazigh, avant d'être modernisées dans des centres urbains en périphérie d'Agadir, tels que Inezghan, Dcheira et Ait Melloul,.
Le cortège du carnaval d'Agadir de 2024 s'est déroulé en centre-ville au troisième jour du calendrier événementiel qui comporte une exposition photographique et un colloque International,. L'évènement clôture les festivités organisées dans les différentes provinces et préfectures de la région Souss-Massa tout au long des jours de la fête de l’Aïd Al Adha.
Le carnaval est international par la participation carnavalesque de troupes d'autres pays d'Afrique, tel que le Bénin, le Togo, la Côte d'Ivoire et la Guinée Conakry pour ce qu'il en est de sa deuxième édition de 2024. C'est groupes extérieurs au Maroc défilent aux côtés d'autres troupes en provenance la région du Souss-Massa principalement, dont certaines portent des masques, selon la tradition burlesque du Imaachar.
Cette manifestation s’inscrit dans le cadre du Plan d’Action Communal (PAC) d’Agadir et est organisée par la commune urbaine d’Agadir en partenariat avec le Conseil Régional de Souss-Massa et le ministère de la Jeunesse, de la Culture et de la Communication, via le centre Souss Massa pour le développement culturel.